# Monte Bove (Argentina)
Il monte Bove  è la più alta cima dell'Isola degli Stati nella provincia argentina della Terra del Fuoco e raggiunge i 823 m s.l.m..

## Geografia
Questa collina è l'estrema cima meridionale della Cordigliera delle Ande, che rappresenta l'ultima propaggine nel continente americano prima dell'Oceano Atlantico. Geologicamente è costituito da rocce formata nel Giurassico superiore (Mesozoico), corrispondente alla formazione Lemaire.
L'isola si trova nel settore nord-occidentale, vicino al Puerto Hoppner, a sud della baia di San Antonio (lato nord dell'isola) e del Capo di San Antonio ed a est della baia Flinders.

## Toponimo
Il nome della località ricorda il sottotenente della marina militare ed esploratore italiano Giacomo Bove, che nel 1882, navigando sulla barca "Cabo de Hornos" (sotto il comando militare del tenente colonnello Marina argentina Luis Piedrabuena), fece un spedizione scientifica nella Patagonia meridionale.